# Antonín Mlejnský
Antonín Mlejnský (* 17. května 1973, Praha) je bývalý český fotbalista, obránce, reprezentant.
S fotbalem začínal v Davli, poté byl v Nýrsku, Chomutově a SC Xaverov, prosadil se na Žižkově. Ze Žižkova si ho vytáhla Sparta, tam se neprosadil a vrátil se zpátky na Žižkov a stal se jednou z opor. Dynamický stoper, výborný hlavičkář, hrál i defenzivního záložníka. V lize odehrál 230 utkání a dal 5 gólů. V reprezentaci nastoupil 17. 4. 2002 v přátelském utkání s Řeckem, které skončilo 0-0. V sezóně 1998/99 získal se Spartou mistrovský titul.